# Per Westerberg

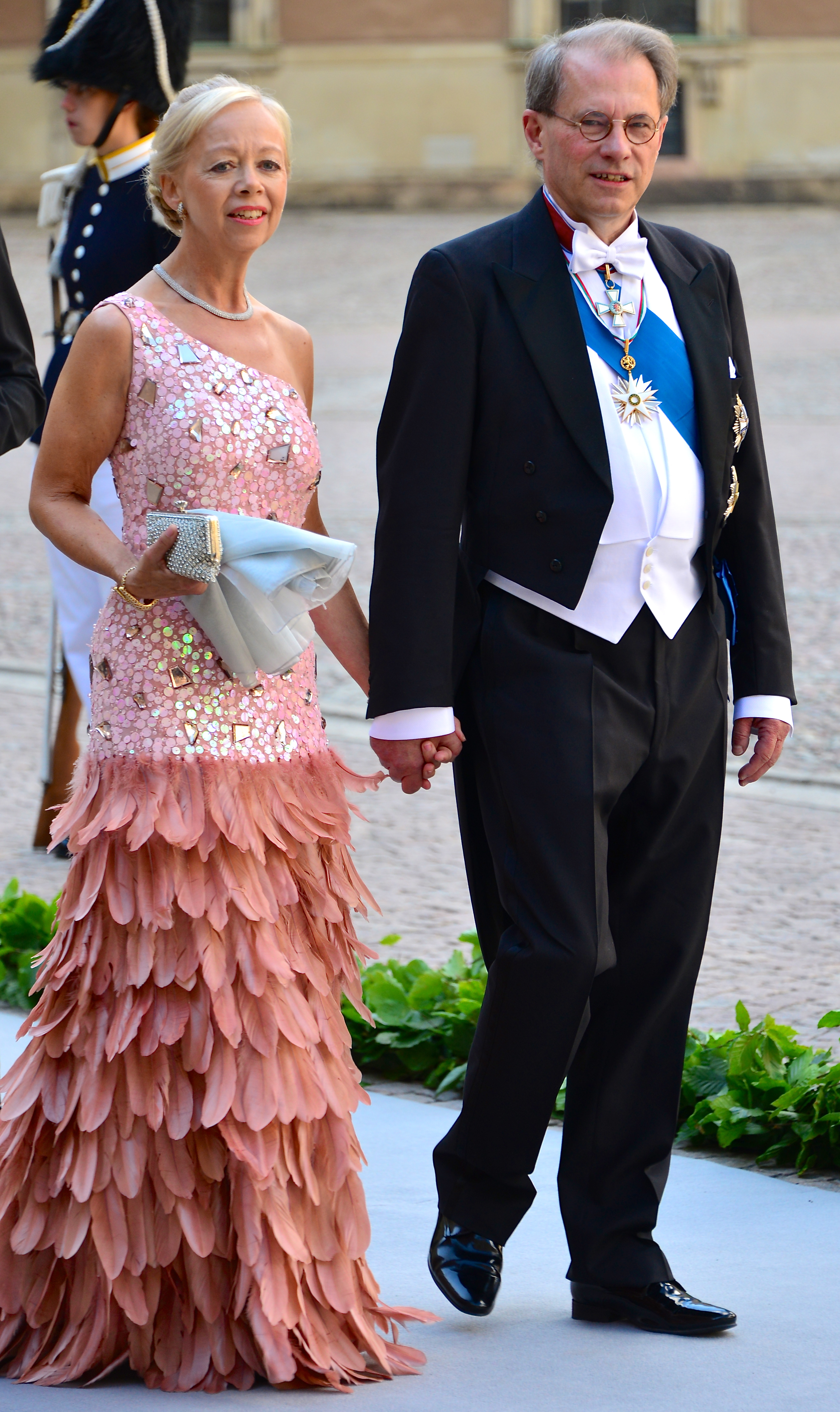
Talman Per Westerberg med hustru Ylwa Westerberg på väg in till slottskyrkan på Kungliga slottet i Stockholm inför vigseln mellan prinsessan Madeleine och Christopher O'Neill den 8 juni 2013.

Per Erik Gunnar Westerberg, född 2 augusti 1951 i Nyköpings västra församling, är en svensk politiker (moderat). Han var riksdagsledamot 1977, 1978 och 1979-2014, och riksdagens talman åren 2006–2014. Sedan 2022 är Westerberg ordförande i Sveriges Aktiesparares Riksförbund.

## Utbildning
Westerberg avlade ekonomexamen vid Handelshögskolan i Stockholm 1974 och blev civilekonom. 

## Karriär
Westerberg var anställd på Saab-Scania AB i Södertälje 1974–77 och på företagets personbilsdivision i Nyköping 1979–91.
Han var styrelseledamot i AB Karl W Olsson 1974, styrelseordförande i Cewe Instrument AB 1984–90 och Elwia AB från 1985. Han var styrelseledamot i det affärsdrivande verket FFV från 1983, ledamot av Energisparkommittén 1978–82, av Kooperationsutredningen 1980–83, av Utredningen om återvinning av dryckesförpackningar 1982–83 och av Ägarutredningen från 1985.

### Politisk karriär

#### Moderaterna
Han var förbundssekreterare i Moderata Ungdomsförbundet 1976–78 och politisk sekreterare för Moderata samlingspartiet 1978–79. Westerberg blev vice ordförande i Moderata samlingspartiets länsförbund Södermanlands län 1977, förbundssekreterare i Moderata ungdomsförbundet 1977–78 och kretsordförande i Nyköping 1979. 

#### Riksdagsledamot
Westerberg var ordinarie riksdagsledamot 1979–2014 och var dessförinnan ersättare 1977 och 1978, en av de längsta perioderna i modern tid och en av de längst oavbrutna i svensk riksdagshistoria. Westerberg valdes, i kraft av mest senior moderat, till talman efter den borgerliga valsegern i riksdagsvalet 2006 och omvaldes 2010 och ledde då Riksdagsstyrelsens arbete. Under sin tid i riksdagen hade han även uppdrag i bland annat Finansutskottet, Näringsutskottet, Arbetsmarknadsutskottet, EU-nämnden, Trafikutskottet, Socialförsäkringsutskottet och Miljö- och jordbruksutskottet. 
Per Westerberg fungerade också som ålderspresident efter valet 2006 innan han valdes till talman. Under talmansvalet fick dock den riksdagsledamot som suttit näst längst i riksdagen, socialdemokraten Margareta Israelsson, fungera som ålderspresident, eftersom Westerberg i detta val själv var jävig.
Per Westerberg var 2006 Sveriges riksdags rikaste ledamot, med en förmögenhet på cirka 120 miljoner kronor.
Han lämnade uppdraget som riksdagsledamot den 31 december 2014 och ersattes av Erik Bengtzboe.

#### Näringsminister
I regeringen Bildt (1991–1994) var Westerberg näringsminister.

#### Sveriges riksdags talman
Han var riksdagens förste vice talman 2003–2006 och valdes 2 oktober 2006 till riksdagens talman. Omröstningen om talmansposten utföll med 177 röster för Westerberg och 169 för den socialdemokratiske dittillsvarande talmannen Björn von Sydow. Den 4 oktober 2010 omvaldes Per Westerberg som riksdagens talman med 194 röster. Kent Härstedt, som var Socialdemokraternas, Miljöpartiets och Vänsterpartiets kandidat, fick 153 röster i samma votering.

## Familj
Per Westerberg är sonson till entreprenören Charles Westerberg och son till direktören Hans Westerberg (född 1921), samt bror till Lars Westerberg.
Han bor i Nyköping med sin fru, psykiatrikern Ylwa Westerberg, och har fyra barn.

## Utmärkelser
- Sverige: H.M. Konungens medalj i 12:e storleken i guld med kedja.[9]
- Bulgarien: Kommendör av Stara Planina orden[10][11][12][13]
- Estland: Storkors av Terra Mariana-korsets orden[13][14]
- Finland: Storkors av Finlands Vita Ros' orden[15]
- Grekland: Storkors av Fenixorden (Grekland)[16]
- Luxemburg: Storofficer av Luxemburgs förtjänstorden[11][13][15][17]